# بسکتبال در بازی‌های آسیایی ۲۰۰۲
بسکتبال یکی از ورزش‌هایی بود که در بازی‌های آسیایی ۲۰۰۲ در بوسان کره جنوبی از ۲۸ سپتامبر تا ۱۴ اکتبر ۲۰۰۲ (۶ تا ۲۲ مهر ۱۳۸۱) برگزار شد. رقابت‌های این رشته در سالن بدنسازی ژیمونگ ژیمناسیون برگزار شد. 

## جدول رده‌بندی
| رتبه           | کشور            | طلا | نقره | برنز | مجموع |
| -------------- | --------------- | --- | ---- | ---- | ----- |
| ۱              | چین (CHN)       | ۱   | ۱    | ۰    | ۲     |
| ۱              | کره جنوبی (KOR) | ۱   | ۱    | ۰    | ۲     |
| ۳              | قزاقستان (KAZ)  | ۰   | ۰    | ۱    | ۱     |
| ۳              | چین تایپه (TPE) | ۰   | ۰    | ۱    | ۱     |
| مجموع (۴ کشور) | مجموع (۴ کشور)  | ۲   | ۲    | ۲    | ۶     |

## قرعه کشی
این تیم‌ها بر اساس رتبه‌بندی نهایی خود در بازی‌های آسیایی ۱۹۹۸ به خدمت گرفته شدند.

### مردان
| گروه الف - چین (۱) - هنگ کنگ (۱۱) - لبنان* | گروه ب - کرهٔ جنوبی (۲) - ژاپن (۱۰) - کویت* - مغولستان | گروه ث - فیلیپین (۳) - امارات متحدهٔ عربی (۸) - هند* | گروه د - قزاقستان (۴) - تایوان (۵) - قطر |

* لبنان و هند کنار کشیدند، کره شمالی جایگزین هند شد و کویت به گروه الف نقل مکان کرد تا تعداد تیم‌های هر گروه متعادل شود.

### بانوان
| گروه الف - ژاپن (۱) - تایوان (۴) - لبنان* - هند* | گروه ب - چین (۲) - کرهٔ جنوبی (۳) - مالزی - ازبکستان |

* لبنان و هند کنار کشیدند، تیم‌های باقیمانده در یک رقابت دورو رابین بازی کردند.

## جدول نهایی

### مردان
| رتبه | تیم               | ب | ب | ب |
| ---- | ----------------- | - | - | - |
| 1    | کرهٔ جنوبی         | ۷ | ۷ | ۰ |
| 2    | چین               | ۷ | ۶ | ۱ |
| 3    | قزاقستان          | ۷ | ۴ | ۳ |
| ۴    | فیلیپین           | ۷ | ۴ | ۳ |
| ۵    | کرهٔ شمالی         | ۶ | ۳ | ۳ |
| ۶    | ژاپن              | ۶ | ۲ | ۴ |
| ۷    | تایوان            | ۶ | ۲ | ۴ |
| ۸    | هنگ کنگ           | ۶ | ۱ | ۵ |
| ۹    | قطر               | ۵ | ۴ | ۱ |
| ۱۰   | کویت              | ۵ | ۲ | ۳ |
| ۱۱   | امارات متحدهٔ عربی | ۵ | ۱ | ۴ |
| ۱۲   | مغولستان          | ۵ | ۰ | ۵ |

### بانوان
| رتبه | تیم       | ب | ب | ب |
| ---- | --------- | - | - | - |
| 1    | چین       | ۷ | ۷ | ۰ |
| 2    | کرهٔ جنوبی | ۷ | ۵ | ۲ |
| 3    | تایوان    | ۷ | ۴ | ۳ |
| ۴    | ژاپن      | ۷ | ۲ | ۵ |
| ۵    | ازبکستان  | ۵ | ۱ | ۴ |
| ۶    | مالزی     | ۵ | ۰ | ۵ |